# Ralentissement économique
Pour les articles homonymes, voir Ralentissement.
Un ralentissement économique est une diminution passagère de la croissance du PIB. Prolongée sur deux trimestres consécutifs, un ralentissement économique devient une récession. Le ralentissement économique correspond à une augmentation moins rapide du PIB.

## Concept
L'économie fonctionne de manière cyclique. La conjoncture économique est faite de variations de croissance, à la hausse ou à la baisse.
Au cours d'une période de ralentissement, l'activité économique connaît une situation dégradée : la croissance économique est inférieure à la croissance potentielle, le chômage est supérieur à son niveau structurel.
Les ralentissements économiques peuvent être causés par différents facteurs. Une augmentation des prix du pétrole (comme pendant les chocs pétroliers) peut entraîner un ralentissement ou prolongé de l'économie.
Les ralentissements économiques peuvent être l'occasion pour les gouvernements de mettre en place des mesures de relance macroéconomique. 
Le ralentissement économique structurel observé depuis les années 1970 ont conduit à une augmentation de l'endettement publique et à la montée du chômage.